# Az első világháború osztrák ászpilótái

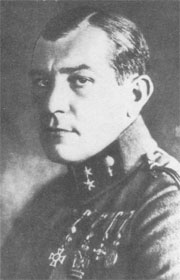
Benno Fiala von Fernbrugg a legeredményesebb osztrák ászpilóta.

## Első világháborús osztrák ászpilóták
| Név                       | Légi győzelem | Rendfokozat    | Beosztási hely                       |
| ------------------------- | ------------- | -------------- | ------------------------------------ |
| Benno Fiala von Fernbrugg | 28            | őrnagy         | Császári és királyi Légjáró csapatok |
| †Frank Linke-Crawford     | 27            | őrnagy         | Császári és királyi Légjáró csapatok |
| Adolf Heyrowsky           | 12            | százados       | Császári és királyi Légjáró csapatok |
| †Kurt Gruber              | 11            | altiszt        | Császári és királyi Légjáró csapatok |
| Franz Rudorfer            | 11            | hadnagy        | Császári és királyi Légjáró csapatok |
| Raoul Stojsavljevic       | 10            | százados       | Császári és királyi Légjáró csapatok |
| Gottfried von Banfield    | 9             | sorhajóhadnagy | Császári és Királyi Haditengerészet  |
| Georg Kenzian             | 9             | hadnagy        | Császári és királyi Légjáró csapatok |
| Ludwig Hautzmayer         | 7             | hadnagy        | Császári és királyi Légjáró csapatok |
| †Otto Jäger               | 7             | hadnagy        | Császári és királyi Légjáró csapatok |
| Josef Pürer               | 6             | hadnagy        | Császári és királyi Légjáró csapatok |
| Franz Lahner              | 5             | őrmester       | Császári és királyi Légjáró csapatok |
| Friedrich Lang            | 5             | Fregatthadnagy | Császári és Királyi Haditengerészet  |
| Augustin Novak            | 5             | őrmester       | Császári és királyi Légjáró csapatok |
| Alois Rodlauer            | 5             | hadnagy        | Császári és királyi Légjáró csapatok |
| †Karl Urban               | 5             | Altiszt        | Császári és királyi Légjáró csapatok |

## Lásd még
- Az Osztrák–Magyar Monarchia ászpilótái
- Osztrákok